# 瀨戶的花嫁 (漫畫)
《瀨戶的花嫁》是由2002年至2009年在《月刊GANGAN WING》連載的木村太彥原作日本漫畫作品，在2004年至2005年共發售廣播劇CD兩卷。從2007年4月開始播放電視動畫，2008年發售OVA。網路廣播於2007年4月6日開始在音泉每週發放。2010年4月22日於網上連載再開。在《月刊GANGAN JOKER》2010年12月號連載完畢。

## 故事簡介
去在瀨戶內海祖母家遊玩的少年滿潮永澄在海中游泳时不幸溺水，为人魚少女瀨戶燦所救。但根据人鱼界的一条规定，若人魚被人類看见真身，其中一方就必須死亡，但若人类愿意成为人鱼家族的一分子（即与所见到的人鱼结婚），则可避免这一情况发生。因此故事演變為燦必須與永澄結婚的局面；極為反對婚事的父親豪三郎、造成了燦的護衛的卷貝卷與瀨戶組旗下人員們狙擊其性命的困境。實際上豪三郎是人魚族黑道集團中瀨戶內魚類聯合「瀨戶內組」的組長。為了瀨戶內組與人魚族的存在的秘密不被洩漏，以與燦共同行動作為條件；並得到豪三郎的妻子蓮與瀨戶內組的幹部・政的體諒，永澄才得以無恙回歸埼玉。然而，對燦的事情十分在意的瀨戶內組也追上燦與永澄，強硬地成為了永澄就讀的學校「磯野第三中学校」的教師，監視著二人（時而是蓮與政對豪三郎們的暴走諫戒或參與）。
之後，同樣身為人魚族且在關東成立根據地的黑道集團，與瀨戶內組有敵對關係的江戶前組的女兒，偶像的江戶前留奈與燦的宿敵關係（基本上是留奈一方因敵對心而來臨的事情比較多）展開（往後是留奈半強迫地寄住在永澄家）。後來對燦抱有好感，為了追上她而轉校而來的三河財團的名門子弟三河海、為監視和試驗人魚族能否適應人類社會的使命而同樣轉校而來的不知火明乃的登場等，使磯野第三中学校（動畫中為第八中学校）2年1組喧嘩的日子持續著……。

## 用語
- 人魚

於劇中登場的種族，擁有人形與人魚兩種姿態，大多數的人魚都有超乎常人的力量與敏捷度。大部分的人魚通常很怕貓，一旦足部碰到水或是作桑拿浴就會露出原形，因此部分的人魚會接受讓足部碰到水時不至於現出原型的訓練。對魚類食品有些忌諱，但肉食性的人魚（例如藤代）不受此限。人魚的種類也有細分。男性變成人魚姿態的時候，都是全身變成海洋生物的姿態。至於常態型的女性人魚（例如燦與留奈）姿態，則是上半身是人，下半身是魚。但也有平時就維持人魚姿態的特殊種類（例如卷和莎旦）。
劇中時常出現一些人魚專用的藥劑或其他道具，人類誤用的話，通常都會出現嚴重的後果。
- 人魚的規條（人魚の掟）

人類與人魚不能有任何關係的規條。若人魚被人類看見真身，两方中的一方必须死亡。不过也有與人魚成為家族一份子便能回避此規條的例外方法。此外也有數次使用這種特例的事件，兩方都默認了此事（可是燦與永澄的場合則不知為何會出現妨礙情況）。本編上是以永澄已成為燦家族一份子的前提下進行的，例如永澄與留奈或是明乃等結婚也好，因為同是人魚的家族份子之一的關係，便會被認同為例外事項。
- 人魚養命水

供人魚恢復體力專用的飲料，若是人類誤飲的話，會導致身軀巨型化，力量加倍，還會對人魚之歌產生強烈的抗性，但之後會因為養命水的作用失去意識。永澄曾在誤服此藥的情形下毀了自己的住家。
- 室內鯉魚瀑布攀登機

人魚專用的運動機器，外觀是個設有底座，上方裝置大型出水口的機器，打開開關的時候會湧出中型瀑布般的水量，人魚可藉著逆流游泳的方式，達到塑身運動的效果。在瀨戶組網購中心標價126萬日幣。
- 噢一發

外觀看來是普通的瓶裝飲料，其實內部裝有強烈的人魚藥劑，服用者會在喝下此藥後的短期間，徹底的顯現內心積壓的慾望，但這段期間服用者的意識會呈現渾沌狀態，甚至會作出不理智的事。
- 名槍「ネプチューン（涅府血遊）」

末梢呈現分開的長型卷貝般，綴有粉色花紋的長槍，能夠把持有者那種希望拯救他人的堅強想法，轉化為淨化的力量，甚至解除身體的異常狀態。蓮曾將此槍借給燦，將誤服人魚養命水巨型化的永澄恢復原樣。在瀨戶組網購中心標價日幣52500元。
- 音叉劍

能夠和聲音產生共鳴的劍，明乃持有的「明星」正是音叉劍。若是和人魚的「超音波崩壞勵起」相互搭配，會產生破壞力相當強大的聲波。
- 「GenderX」

由莎旦所發明的人魚道具，是一把有描準就會中的輕盈短弓，因此即便視力不佳的人也能百發百中，能夠在拉弓的時候自動變出箭矢，將被擊中的對象性別轉換，但對於沒有生命的物品毫無殺傷力。
- 變人魚的海螺

莎旦於漫畫第48話在「人魚潮流購物網」買的海螺，人類將這個海螺靠在耳邊聆聽的話，會先聽到海浪的聲音，然後就會暫時變成人魚。聆聽海螺的時間越長，變成人魚的時效也越久。另外使用者在變成人魚的期間，也會對人魚產生本能性的好感，甚至理解其他人魚的魚類特性。
- 人魚古代歌詞（にんぎょエンシェントリリック）

把特殊效果給予人類的腦部的特殊歌曲。只有女性人魚才能詠唱。
- 燦的歌

- 英雄の詩　英雄之詩能讓一人的身體能力強化到極限。
- 眠りの詩　睡眠之詩能讓聽到的人陷入睡眠狀態。歌的內容是類似勇者鬥惡龍的咒文般重覆（例如：之類）。主要是為了把一些不想一般人看見的東西蒙混過去。
- 超音波崩壊励起（ハウリングボイス）　發出超音波令對方吹飛。威力可將地面的車輛捲走，把整個房間破壞等。被Howling Voice擊中的除了永澄之外便是人魚，所以便只有永澄的耳膜破裂。
- 歡樂の詩  於OVA版「義」篇登場的人魚詩詞，在詩詞詠唱期間內，聽到的人都會感受到溫和愉悅的情緒。

- 留奈的歌

- 　戰鬥之詩會讓激發聽到的人的戰鬥本能，並上場戰鬥。
- （不完全）　Howling Voice因為聲量不足的關係，聲音中沒有破壞力。效果是讓對方的神經麻痺，在短時間內無法行動。
- 激烈の詩  於OVA版「義」篇登場的人魚詩詞，在此狀態下的留奈會變成手持電吉他的模樣，聽到的人都會感受到激烈亢奮的情緒。

- 燦與留奈的合唱

- 　祭典之詩會讓聽到的人會強制地跳出激烈的舞蹈，效果則會在二人歌唱期間持續。

- 丸子的歌

- 　洗腦之詩會讓聽到的人被洗腦。效果會從唱歌開始持續一段時間，持續期間的記憶會被抹掉。
- 絶対静寂（サイレントボイス）　把與人魚之歌完全相反波形的音變成雪，因此此歌聲被人魚稱為「天敵之聲」。

- 卷的技能

卷利用自己擁有的卷貝操縱水的技能。雖然身型細小但其技能的威力卻十分高。
- 水鉄砲（リキッド・マシンガン） 從卷貝中發出強力水彈的技能。擁有可把木貫穿、岩石破裂相當的力量。可是，後半時即使直擊永澄，他也能承受（只是也有故意減弱威力的可能性）。此外，在小留奈之內時，此技能被明確記為『液體機槍』。
- 超速攻殻撃（ジェット・ラム・アタック） 卷坐在卷貝上突擊的技能。雖然也能夠在超高壓水流中飛行，可是控制不善的話便會有自爆的可能性。
- 攻殻軌道態（ジェットラム・アタック・イン・マキ） 卷在進入卷貝後才突擊的攻防兼備奧義。因為的改造，故此才能夠使用此技。

- 蕗的技能

蕗在北海道之村（コタン）裡鍛鍊的技能。較多擁有特殊効果的技能，另外名稱全都是以阿伊努語讀出的。
- 熊爪穿（チスラプ･アム･イキサ） 揮動蕗葉並餘下三道爪狀痕跡的技能。永澄父親曰「連熊也能打倒的衝擊」。
- 氷柱 把人類全身凍結的技能。但是，只要放在熱水內便能夠毫無後遺症地解凍。
- 風尖飛翔閃斬（レラ・マウ・エトク・ア・エホプニ・アノタウ・キラカ) 蕗的奥義。把蕗葉放在背上，手持小刀向對手攻擊的技能。同時會出現寒氣。

- 修練剣士（しゅうれんけんし）

為試驗人魚能否在人類社會生活而不暴露身份的役人，可說是人魚社會的公務員。似乎是依照上頭的命令來活動的。
- 人魚試煉

用來檢定人魚是否能適應人類生活且不暴露身分的檢驗，若是檢驗不合格的對象，則必須回到海裡生活。但是不知火明乃執行的人魚試煉，是為了將永澄與燦分開的前提下執行的。
- 不知火流（シラヌイりゅう）

明乃家傳承的劍術流派。能使用的人極少，除明乃以外，確認的使用者只有明乃的兄長．政與被政指導的燦而已。
- 魚WAT（ギョワット）

魚・Weapon・Attack・Team的略稱，SWAT（Special Weapons And Tactics）的戲仿。海作為指揮官，魚WAT成員受到軍隊式對待，存在著階級制度。

## 出版書籍
| 冊數 | SQUARE ENIX    | SQUARE ENIX            |
| 冊數 | 發售日期       | ISBN                   |
| ---- | -------------- | ---------------------- |
| 1    | 2003年2月27日  | ISBN 4-7575-0880-8     |
| 2    | 2003年7月26日  | ISBN 4-7575-0986-3     |
| 3    | 2003年11月27日 | ISBN 4-7575-1073-X     |
| 4    | 2004年4月27日  | ISBN 4-7575-1189-2     |
| 5    | 2004年8月27日  | ISBN 4-7575-1257-0     |
| 6    | 2004年12月27日 | ISBN 4-7575-1341-0     |
| 7    | 2005年4月27日  | ISBN 4-7575-1417-4     |
| 8    | 2005年9月27日  | ISBN 4-7575-1532-4     |
| 9    | 2006年3月27日  | ISBN 4-7575-1648-7     |
| 10   | 2006年7月27日  | ISBN 4-7575-1730-0     |
| 11   | 2006年11月27日 | ISBN 4-7575-1818-8     |
| 12   | 2007年3月27日  | ISBN 978-4-7575-1976-3 |
| 13   | 2007年7月27日  | ISBN 978-4-7575-2058-5 |
| 14   | 2008年3月27日  | ISBN 978-4-7575-2247-3 |
| 15   | 2011年2月22日  | ISBN 978-4-7575-3141-3 |
| 16   | 2011年2月22日  | ISBN 978-4-7575-3142-0 |

### 相關書籍
導讀手冊
- 《瀬戸の花嫁 桜 2年1組任侠先生》（SQUARE ENIX）

2007年7月27日發售、ISBN 978-4-7575-2040-0
動畫導讀手冊
- 《TVアニメ瀬戸の花嫁 公式ガイドブック》（JIVE）

2007年12月20日發售、ISBN 978-4-86176-461-5
明信片書
- Animedia編輯部 編著《瀬戸の花嫁シール＆ポストカード》（學習研究社）

2010年3月3日發售、ISBN 978-4-05-605860-4

## CD廣播劇
- 2004年至2005年由Frontier Works發售，全2卷；以直到原作第2卷的故事為主。千葉繁演出的原創角色「泉」也會登場。

## 動畫

### 電視動畫
2007年4月開始在東京電視系列播放。地上數碼播放並以16:9高清製作。以模擬信號播放便會使用Letterbox尺寸（在片段上下加上黑邊的處理手法）。下回預告後會出現藍底白字的「本節目描述的內容純屬虛構，與實際的人物、團體並無關係」一幕。雖然通常劇集是會使用，但是在動畫中是罕見的事情。推想是因為此是以黑道為中心的作品，由於自主規限的關係便必須強調此作純為虛構。此外，雖然在讓人發笑的場景中出血的情況較多，可是血色並非以紅色來呈現，而是以閃耀的白色來表現。由此便會出現難以辨認是否血液的情況（例如第三話豪三郎的血液）。曾經也出現並非血而是體液的言論。
台灣於2011年5月3日於Channel V頻道全台首播，每星期一至五下午6:00連播2集。

#### 製作團隊
- 原作 - 木村太彦
- 監督 - 岸誠二
- 系列構成 - 上江洲誠
- 人物設計 - 森田和明
- 美術監督 - 高橋麻穗
- 色彩設計 - 伊東さき子
- 攝影監督 - 平林奈奈惠
- 編輯 - 櫻井崇
- 音樂 - 高梨康治
- 音響監督 - 飯田里樹
- 製作人 - 大胡寛二、難波秀行、倉重宣之、八田紳作、日向泰隆
- 動畫製作 - GONZO×AIC
- 製作 - 瀬戶內魚類協同組合（創通、愛貝克思娛樂、GDH、SQUARE ENIX、MediaNet、AT-X）[8]

#### 主題曲
片頭曲「Romantic summer」（1話 - 25話）
作詞・作曲・編曲 - 桃井晴子 / 歌 - SUN&LUNAR
片尾曲
「明日への光」（1話 - 13話・26話）
作詞・作曲・編曲 - 佐々倉有吾 / 歌 - 樋井明日香
「Dan Dan Dan」（14話 - 25話）
作詞 - 松井五郎 / 作曲・編曲 - 鳴瀬シュウヘイ / 歌 - SUN&LUNAR
插入曲
「涙一輪」
作詞 - 松井五郎 / 作曲・編曲 - 梅堀淳 / 歌 - 瀬戸燦（桃井晴子）
- 作中主要角色燦的主題曲。

「your gravitation」
作詞・作曲・編曲 - Funta / 歌 - LUNAR（野川櫻）
「Lunarian」
作詞・作曲・編曲 - Funta / 振り付け - MINAKO / 歌 - LUNAR（野川櫻）
- 作中主要角色留奈的主題曲。

「your gravitation」
作詞・作曲・編曲 - Funta / 振り付け - MINAKO / 歌 - SUN（桃井晴子）
「戦いの詩」
作詞 - 松井五郎 / 作曲・編曲 - ぷりん / 歌 - 江戸前留奈（野川櫻）
「英雄の詩」
作詞 - 松井五郎 / 作曲・編曲 - 高梨康治 / 歌 - 瀬戸燦（桃井晴子）
「眠りの詩」
作曲・編曲 - 梅堀淳 / 歌 - 瀬戸燦（桃井晴子）
「祭りの詩（NON STOP!!!）」
作詞・作曲・編曲 - Funta / 歌 - 瀬戸燦 & 江戸前留奈（桃井晴子 & 野川櫻）
「涙一輪」
作詞 - 松井五郎 / 作曲・編曲 - 梅堀淳 / 歌 - 瀬戸蓮（鍋井まき子）
「GAP」
作詞 - 松井五郎 / 作曲 - 木之下慶行 / 編曲 - 関洋二郎 / 歌 - 銭形巡（森永理科）
「明日への光」
作詞・作曲・編曲 - 佐々倉有吾 / 歌 - 2年1組 / オリジナルアーティスト - 樋井明日香
「個人戦士 オレダム」
作詞 - 上江洲誠 / 作曲・編曲 - 五十嵐IGAO淳一 / 歌 - 原田謙太
- 原作中登場的劇中劇的主題曲。

「Love Hearts」
作詞 - 松井五郎 / 作曲・編曲 - 酒井陽一 / 歌 - cookie

#### 各話列表
| 話數       | 日文標題 | 中文標題           | 腳本              | 分鏡                     | 演出            | 作畫監督                |
| ---------- | -------- | ------------------ | ----------------- | ------------------------ | --------------- | ----------------------- |
| 第壱話     |          | 黑道的妻子         | 上江洲誠          | 岸誠二                   | 岸誠二          | 合田浩章                |
| 第弐話     |          | 戒指的故事         | 上江洲誠          | 柳瀬雄之                 | 柳瀬雄之        | 松本剛彦                |
| 第参話     |          | 離天國最近的島嶼   | 上江洲誠          | 業田広美                 | 三泥無成        | 渡辺稔                  |
| 第四話     |          | 男人好辛苦         | 上江洲誠          | 柳瀬雄之                 | 唐戸光博        | 小暮昌広                |
| 第五話     |          | 被盯上的學校       | 中村浩二郎        | 岩田義彦 郷田浩子        | 武山篤          | 原修一                  |
| 第六話     |          | 大姐請手下留情     | 柿原優子          | 遠藤広隆                 | 浅井義之        | 村田峻治                |
| 第七話     |          | 來訪者             | 上江洲誠          | 福田道生                 | 秋田谷典昭      | 川口理恵                |
| 第八話     |          | 激戰               | 上江洲誠          | 柳瀬雄之                 | 柳瀬雄之        | 松本剛彦                |
| 第九話     |          | 戰鬥奔跑者         | 柿原優子          | 稲垣隆行                 | 仁昌寺義人      | 日下部智津子 寺野勇樹   |
| 第拾話     |          | 鋼鐵的男子         | 中村浩二郎        | 岩田義彦                 | 岩田義彦        | 小暮昌広                |
| 第拾壱話   |          | 最後決戰           | 柿原優子          | 武山篤                   | 武山篤          | 原修一                  |
| 第拾弐話   |          | 愛的奴隸           | 上江洲誠          | 影山楙倫                 | 浅井義之        | 中原清隆 堀井久美       |
| 第拾参話   |          | 某首愛的詩         | 上江洲誠          | 遠藤広隆                 | 唐戸光博        | 川口理恵 極道：植田洋一 |
| 第拾四話   |          | 小貓物語           | 中村浩二郎        | 伊藤真朱                 | 仁昌寺義人      | 松本剛彦                |
| 第拾五話   |          | 你的名字           | 柿原優子          | 浅井義之                 | 岩田義彦        | 日下部智津子            |
| 第拾六話   |          | 少數派報告         | 中村浩二郎        | 福田道生                 | 青柳宏宣        | 小暮昌広                |
| 第拾七話   |          | 縣警對組織暴力     | 上江洲誠          | 柳瀬雄之 岸誠二          | 中島秀剛 岸誠二 | 松原豊 原修一 松本剛彦  |
| 第拾八話   |          | 肉體之門           | 上江洲誠 日暮茶坊 | 浅井義之                 | 浅井義之        | 原修一                  |
| 第拾九話   |          | 沒有一帆風順的生意 | 中村浩二郎        | 伊藤真朱                 | 仁昌寺義人      | 寺野勇樹                |
| 第弐拾話   |          | 男雄本色           | 上江洲誠          | 影山楙倫                 | 唐戸光博        | 松本剛彦                |
| 第弐拾壱話 |          | 戀愛的騷動         | 柿原優子          | 柳瀬雄之                 | 岩田義彦        | 川口理恵                |
| 第弐拾弐話 |          | 傷痕累累的偶像     | 柿原優子          | 福田道生                 | 青柳宏宣        | 小暮昌広                |
| 第弐拾参話 |          | 沒有過去的男人     | 中村浩二郎        | 遠藤広隆                 | 中島秀剛        | 日下部智津子            |
| 第弐拾四話 |          | 再見了朋友         | 中村浩二郎        | 浅井義之                 | 仁昌寺義人      | 原修一                  |
| 第弐拾五話 |          | 家族遊戲           | 柿原優子          | 福田道生                 | 唐戸光博        | 平山円 原修一 堀井久美  |
| 第弐拾六話 |          | 你的歸所           | 上江洲誠          | 岸誠二 柳瀬雄之 森田和明 | 岸誠二          | 松本剛彦 森田和明       |

#### 播放電視台
| 播放日期                                      | 播放時間                              | 播放電視台   | 播放地區       | 備註                             |
| --------------------------------------------- | ------------------------------------- | ------------ | -------------- | -------------------------------- |
| 2007年4月2日 - 10月1日                        | 星期一 2:00 - 2:30                    | 東京電視台   | 關東廣域圈     |                                  |
| 2007年4月3日 - 7月31日 2007年8月7日 - 10月2日 | 星期二 3:43 - 4:13 星期二 3:35 - 4:05 | 愛知電視台   | 愛知縣         |                                  |
| 2007年4月7日 - 10月6日                        | 星期六 3:35 - 4:05                    | 大阪電視台   | 大阪府         |                                  |
| 2007年4月8日 - 10月7日                        | 星期日 2:10 - 2:40                    | 瀨戶內電視台 | 岡山縣、香川縣 |                                  |
| 2007年5月10日 - 10月25日                      | 星期四 11:00 - 11:30                  | AT-X         | 日本全域       | CS放送 / 參與製作委員會 / 有重播 |

### OVA

#### 瀨戶內組製作團隊
- 原作 - 木村太彦
- 監督 - 岸誠二
- 脚本 - 上江洲誠
- 人物設計 - 森田和明
- 美術監督 - 高橋麻穂
- 色彩設計 - 伊東さき子
- 音樂 - 高梨康治
- 音響監督 - 飯田里樹
- 製作人 - 大胡寛二、難波秀行、木村康貴、八田紳作、木村太一、土橋哲也
- 動畫製作 - GONZO×AIC
- 製作 - OVA瀨戶的花嫁製作委員會

#### 主題曲 (OVA)
OVA 仁
片頭曲「絶対乙女」
作詞 - 松井五郎 / 作曲 - 桃井はるこ / 編曲 - 鳴瀬シュウヘイ / 歌 - SUN&LUNAR
片尾曲「未来へGo」
作詞 - 松井五郎 / 作曲・編曲 - Ryo / 歌 - DEKABANCHO
插入曲
「戦いの詩」
作詞 - 松井五郎 / 作曲・編曲 - ぷりん / 歌 - 江戸前留奈（野川櫻）
「眠りの詩」
作曲・編曲 - 梅堀淳 / 歌 - 瀬戸燦（桃井晴子）
「そして任侠（おとこ）の道」
作詞 - 松井五郎 / 作曲・編曲 - 梅堀淳 / 歌 - 政（村瀬克輝）&永澄（水島大宙）
OVA 義
片頭曲「天使爛漫 Love Power」
作詞 - 松井五郎 / 作曲・編曲 - 鳴瀬シュウヘイ / 歌 - 瀬戸花えんじぇるず
片尾曲「梯 -かけはし-」
作詞・作曲・編曲 - 桃井晴子 / 歌 - SUN&LUNAR
插入曲
「楽しい詩」
作詞 - 松井五郎 / 作曲・編曲 - 水谷廣實 / 歌 - 瀨戶燦（桃井晴子）
「激しい詩」
作詞 - 松井五郎 / 作曲・編曲 - 高梨康治 / 歌 - 江戸前留奈（野川櫻）

#### 各話列表
| 卷數                       | 話數        | 標題                                         | 腳本     | 分鏡              | 演出            | 作畫監督        | 發售日期       |
| -------------------------- | ----------- | -------------------------------------------- | -------- | ----------------- | --------------- | --------------- | -------------- |
| 第1巻 『瀬戸的花嫁OVA 仁』 | 新章 第壹話 | 暴力教室                                     | 上江洲誠 | 岸誠二 内田嘉代夫 | 岸誠二          | 松本剛彦        | 2008年11月28日 |
| 第1巻 『瀬戸的花嫁OVA 仁』 | 新章 第貳話 | 死なない男                                   | 上江洲誠 | 岸誠二 内田嘉代夫 | 岸誠二          | 松本剛彦        | 2008年11月28日 |
| 第1巻 『瀬戸的花嫁OVA 仁』 | 映像特典    | 超ショートおまけアニメ 帝王の愛ゆえに        | 上江洲誠 | 岸誠二 内田嘉代夫 | 岸誠二          | 松本剛彦        | 2008年11月28日 |
| 第2巻 『瀬戸的花嫁OVA 義』 | 新章 第參話 | きみのためにできること                       | 上江洲誠 | 岸誠二 内田嘉代夫 | 岸誠二 唐戸光博 | 原修一 松本剛彦 | 2009年1月30日  |
| 第2巻 『瀬戸的花嫁OVA 義』 | 新章 第肆話 | 貴方なしでは                                 | 上江洲誠 | 岸誠二 内田嘉代夫 | 岸誠二 唐戸光博 | 原修一 松本剛彦 | 2009年1月30日  |
| 第2巻 『瀬戸的花嫁OVA 義』 | 映像特典    | 超ショートおまけアニメ サーたんの♥英會話講座 | 上江洲誠 | 岸誠二 内田嘉代夫 | 岸誠二 唐戸光博 | 原修一 松本剛彦 | 2009年1月30日  |

### 出處
1. ↑  . Funimation.   [2015-10-28]. （原始内容存档于2021-03-22）.
2. ↑  . Anime News Network. 2009-02-18  [2009-02-18]. （原始内容存档于2021-02-17）.
3. ↑  Seto no Hanayome (manga) （页面存档备份，存于）Anime News Network（英文）
4. ↑  . Amazon.co.jp.   [2013年9月24日] （日语）.
5. ↑  . Amazon.co.jp.   [2013年9月24日] （日语）.
6. ↑  My Bride is a Mermaid (TV) （页面存档备份，存于）Anime News Network（英文）
7. ↑  Seto no Hanayome (OAV) （页面存档备份，存于）Anime News Network（英文）
8. ↑  . 創通. 創通. 2007-04-18  [2016-09-25]. （原始内容存档于2016-09-27）.（創通の旧ホームページ（2007年4月18日のアーカイブ）。2016年9月25日現在は （页面存档备份，存于）に移転。）

## 外部連結
- ガンガンWING官方網站内 瀨戶的花嫁官方網站 （页面存档备份，存于）（日語）

（ガンガンWING官方網站 （页面存档备份，存于）※「ウィングファイル(Wing File)」欄目中有公開此作品的秘密畫像）（日語）
- 「瀨戶的花嫁」動畫官方網站 （页面存档备份，存于）（日語）
- 瀬戸の花嫁 - ガンガンONLINE -SQUARE ENIX-（日語）
- エイベックスによる「瀬戸の花嫁」アニメオフィシャルサイト - Blu-ray BOX情報はこちらで更新されている。（日語）